# Jarvis Hunt
Jarvis Hunt (Weathersfield, 6 agosto 1863 – St. Petersburg, 15 giugno 1941) è stato un golfista e architetto statunitense.

## Biografia
Hunt nacque nel Vermont da Leavitt Hunt (1831-1907), agricoltore e pioniere della fotografia, e Katherine Jarvis. Suo zio era un noto architetto di New York, Richard Morris Hunt, mentre suo fratello, William Morris Hunt, fu un famoso pittore.
Hunt si laureò all'Università di Harvard e al Massachusetts Institute of Technology. Hunt era una grande passione per il golf tanto che prese parte al torneo olimpico di golf.

## Progetti
- Vermont Building, Fiera Colombiana di Chicago, 1893
- Arbor Lodge, Nebraska City, 1903
- Naval Station Great Lakes, 39 palazzi, 1903-1927
- Quartier generale dell'Union Pacific Railroad, Omaha, 1910
- Palazzo dell'Indianapolis News, 1910 (National Register)
- Palazzo del Kansas City Star Building 1910 (National Register)
- Joliet Union Station, 1911-13 (National Register)
- Union Station (Kansas City), 1913 (National Register)
- Commerce Trust Building, Kansas City, 1914 (National Register)
- Ayers Bank Building, Jacksonville, 1914 (National Register)
- Union Station (Dallas), 1914-1916 (National Register)
- Newark Museum, 1923–26
- Chicago Golf Club Clubhouse, Wheaton
- Bamberger's Department Store, Newark
- National Golf Links of America Clubhouse, Southampton
- Walden, Estate of Cyrus H. McCormick II, Lake Forest, 1896 (casa maggiore demolita, anni 1950)